# 사이공 중앙 우체국

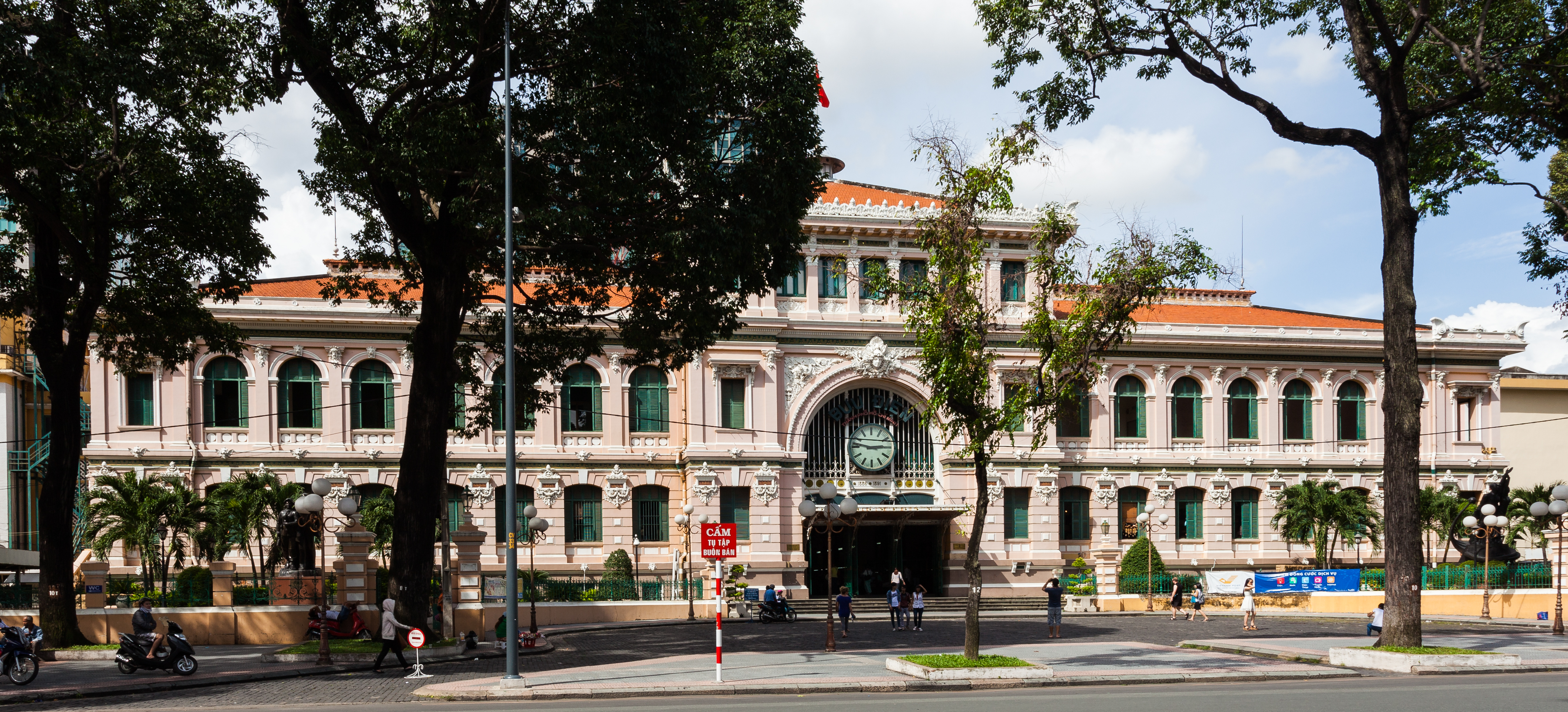
호찌민 시에 있는 중앙 우체국.

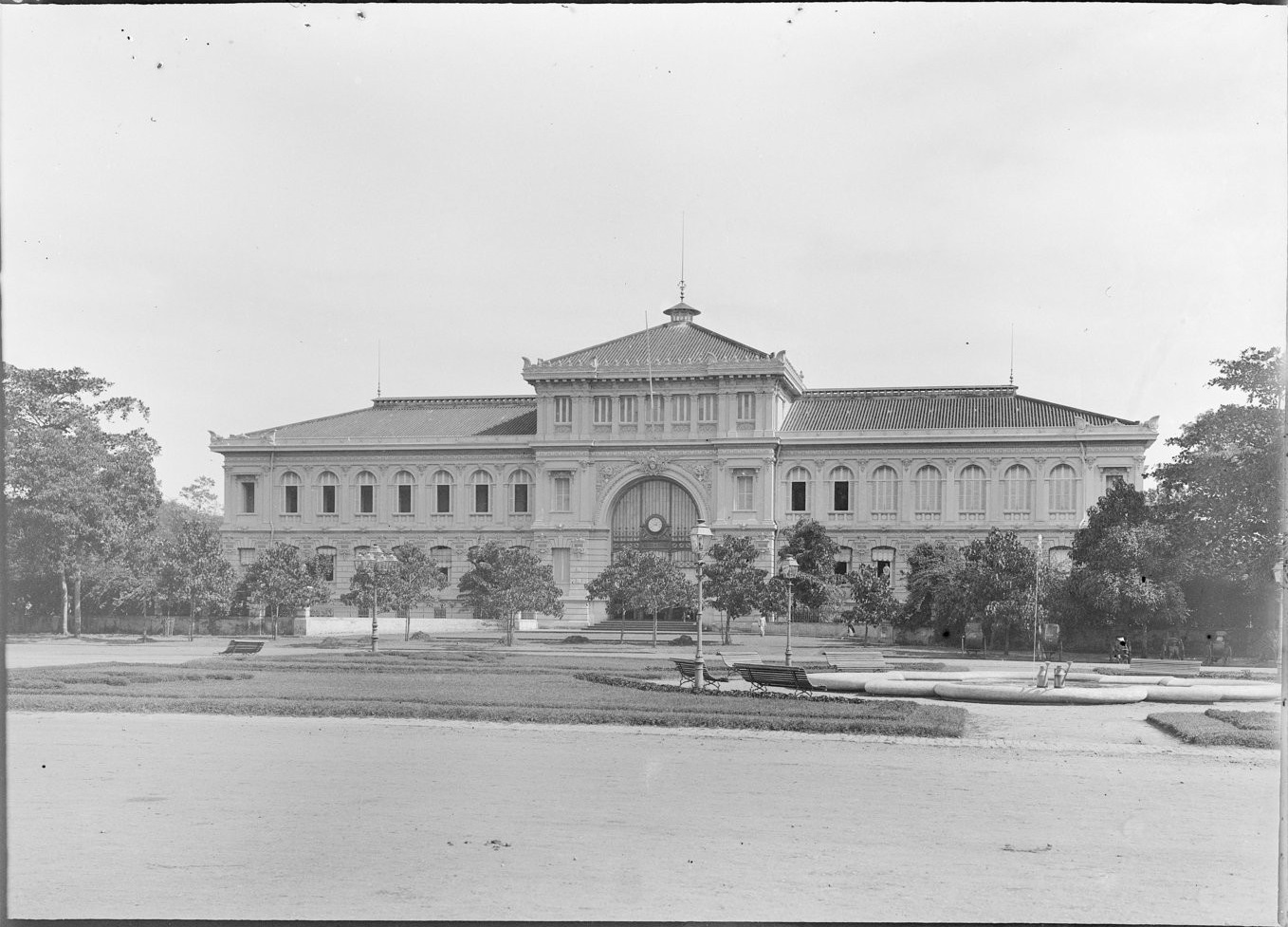
1895년 사이공 중앙 우체국의 모습.

사이공 중앙 우체국(베트남어: Bưu điện trung tâm Sài Gòn, 프랑스어: Poste centrale de Saïgon)은 베트남 호찌민 시 1군 파리 코뮌 광장에 있는 건물이다. 1886년부터 1891년까지 건축가 외기스트 앙리 빌드외와 알프레드 폴홍스의 지도 아래 유럽 양식으로 지어졌다.
외부를 둘러보면 건물 앞쪽에 사람들의 이름이 적힌 사각형 모양이 있으며, 건물 가운데에는 대형 시계가 있다. 내부에 있는 두 개의 벽에는 유서가 깊은 지도(Saigon et ses environs (1892), Lignes télégraphiques du Sud Vietnam et du Cambodge (1936)가 각각 그려져 있다.
이 건물은 호찌민 시 방문자들에게 인기 있는 곳으로 잘 알려져 있으며, 이 곳 근처에는 사이공 노트르담 성당과 쇼핑몰 다이아몬드 플라자가 있다.

## 역사
1886년에 건설을 시작하여 1891년  당시의 프랑스령 인도차이나의 우편 · 전신 시설로 완성했다. 철골 설계는 귀스타브 에펠이 했다. 파리의 오르세 미술관(당시는 역사)을 모델로 한 것으로 알려져 있다.
2013년 현재에도 보통 우편 · 통신 업무를 수행하고 있으며, 콜로니얼 스타일의 관광 명소로도 유명하다. 건물 중앙 홀, 중앙 및 건물 양측은 관광객을 상대하는 기념품 매장이 있지만 홀 외주 카운터에서는 지금도 우편을 비롯해 각종 통신 · 금융 서비스 카운터가 줄지어 있고, 국제전화용 전화 상자와 그를 본뜬 ATM이 설치되어 있다.

## 갤러리

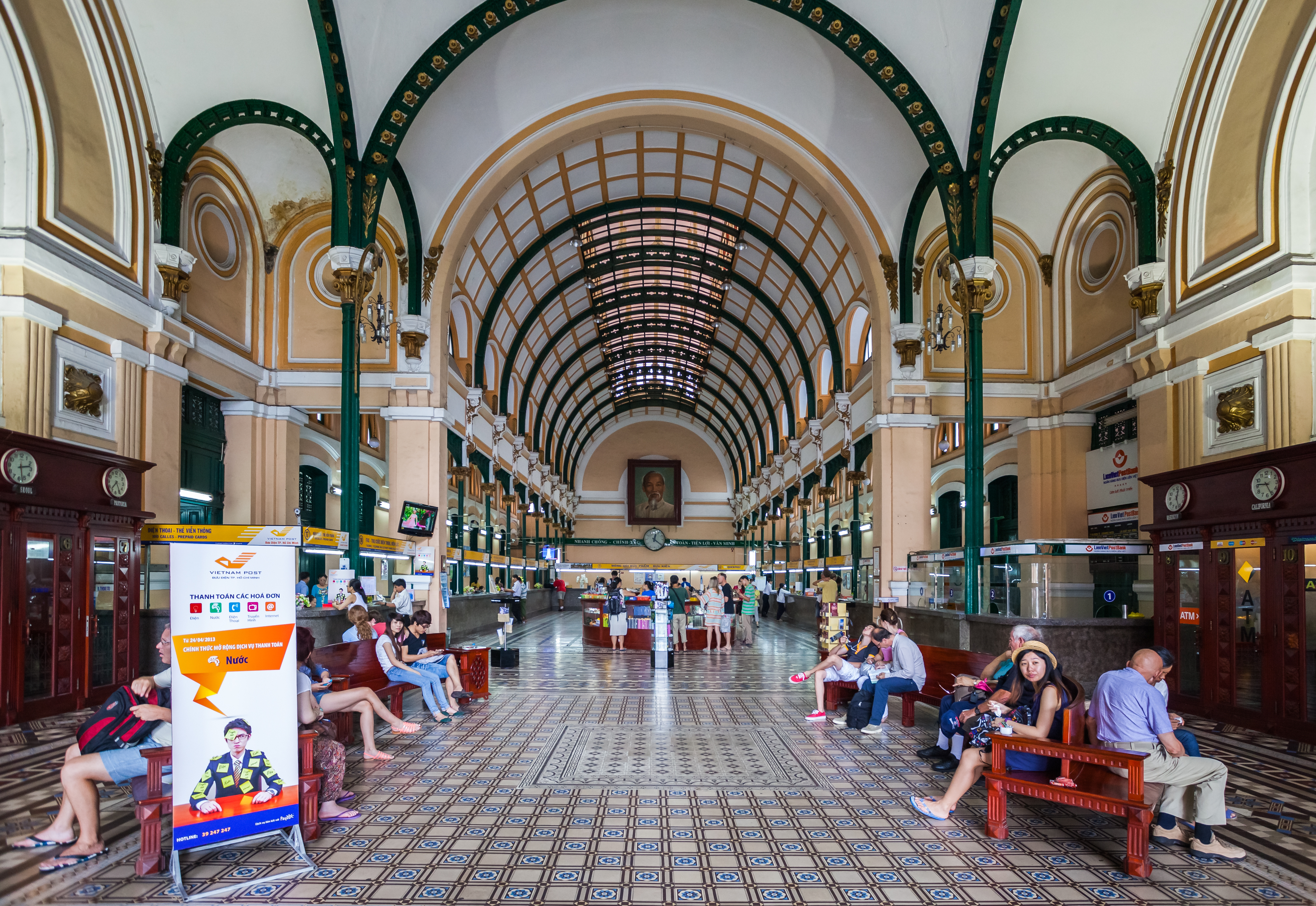
우체국 내부
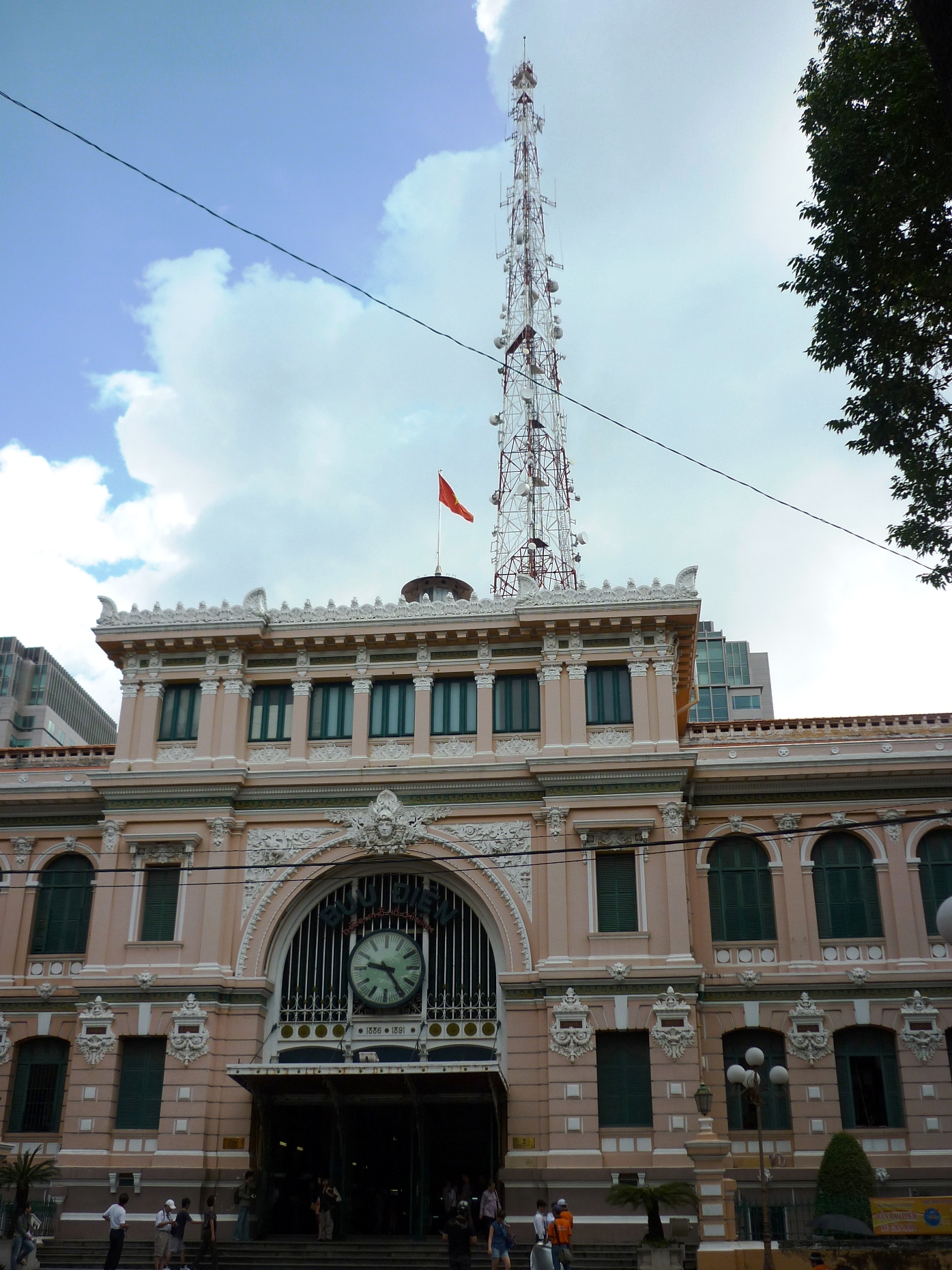
우체국 앞에서 바라본 모습
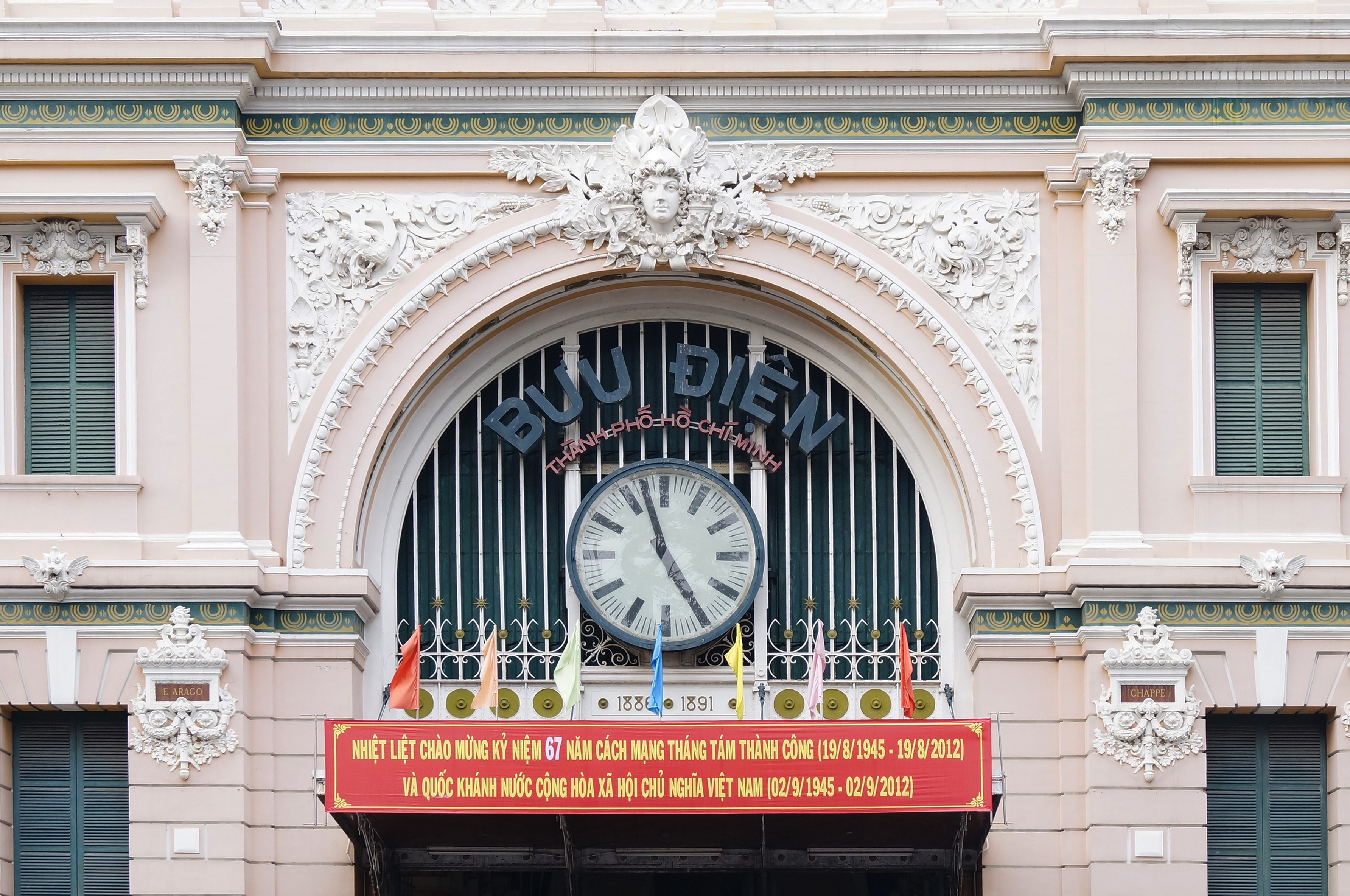
대형 시계
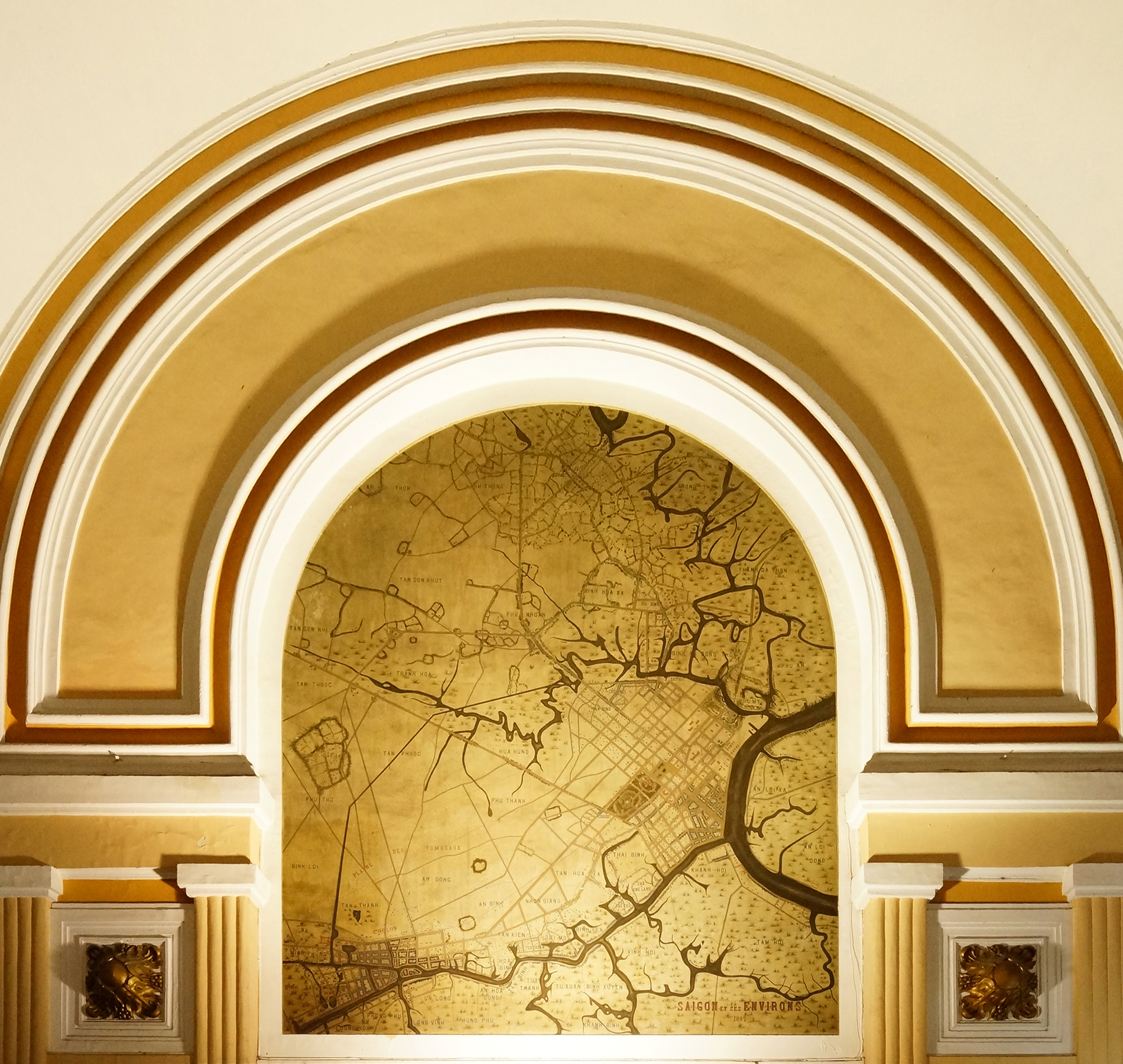
사이공과 그 주변 1892 Saigon et ses environs (1892)
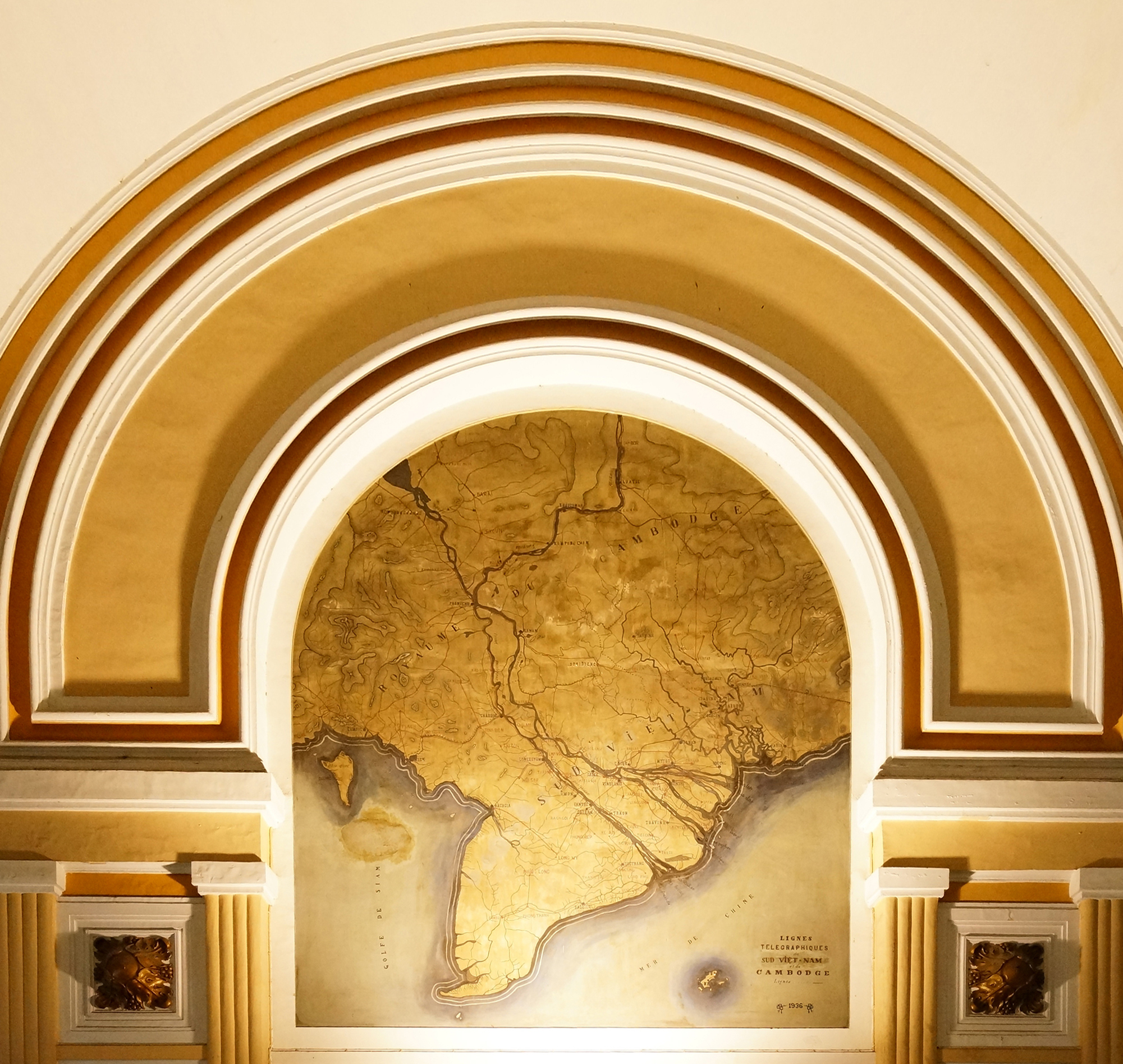
베트남 남부와 캄보디아 1892의 전신선 Lignes télégraphiques du Sud Vietnam et du Cambodge (1936)